# Serie B 2024–25
Serie B 2024–25 (được gọi là Serie BKT vì lý do tài trợ) là mùa giải thứ 93 của Serie B kể từ khi thành lập vào năm 1929.
Giải đấu bắt đầu vào ngày 16 tháng 8 năm 2024.

## Thay đổi
Các đội sau sẽ thay đổi hạng đấu kể từ mùa giải 2023–24:
| Xuống hạng từ Serie A - Frosinone - Sassuolo - Salernitana Thăng hạng từ Serie C - Mantova (Bảng A) - Cesena (Bảng B) - Juve Stabia (Bảng C) - Carrarese (Thắng play-off) | Thăng hạng lên Serie A - Parma - Como - Venezia Xuống hạng Serie C - Ternana - Ascoli - Feralpisalò - Lecco |

Các đội mới cho Serie B 2024–25 bắt đầu xuất hiện sớm khi Cesena giành được vị trí của họ vào ngày 30 tháng 3 năm 2024 (đội đầu tiên được thăng hạng sớm như vậy trong một mùa giải), đánh dấu sự trở lại của câu lạc bộ sau sáu năm vắng bóng và lần đầu tiên trong lịch sử do giải thể như cựu Cesena. Vài ngày sau, Mantova và Juve Stabia cũng lần lượt trở lại hạng hai sau 14  và 4 năm vắng bóng. Và vào ngày 9 tháng 6 năm 2024, Carrarese đánh bại Vicenza ở trận chung kết play-off Serie C, qua đó giành được suất thăng hạng cuối cùng và trở lại Serie B sau 76 năm vắng bóng.
Vào ngày 26 tháng 4 năm 2024, Salernitana bị xuống hạng Serie B sau ba năm ở Serie A. Theo sau họ là Sassuolo, đội đã xuống hạng Serie B vào ngày 19 tháng 5 năm 2024 sau 11 năm thi đấu, và Frosinone , người đã xuống hạng trong trận đấu cuối cùng của mùa giải vào ngày 26 tháng 5 năm 2024 chỉ sau một năm ở Serie A.

## Các đội bóng

### Vị trí
Số đội theo vùng
| Số đội | Vùng                         | Đội                                  |
| ------ | ---------------------------- | ------------------------------------ |
| 4      | Emilia-Romagna               | Cesena, Modena, Reggiana và Sassuolo |
| 3      | Lombardy                     | Brescia, Cremonese và Mantova        |
| 2      | Calabria                     | Catanzaro và Cosenza                 |
| 2      | Campania                     | Juve Stabia và Salernitana           |
| 2      | Liguria                      | Sampdoria và Spezia                  |
| 2      | Tuscany                      | Carrarese và Pisa                    |
| 1      | Apulia                       | Bari                                 |
| 1      | Lazio                        | Frosinone                            |
| 1      | Sicily                       | Palermo                              |
| 1      | Trentino-Alto Adige/Südtirol | Südtirol                             |
| 1      | Veneto                       | Cittadella                           |

### Sân vận động
| Đội         | Địa điểm                | Sân vận động                 | Sức chứa | Mùa 2023–24                          |
| ----------- | ----------------------- | ---------------------------- | -------- | ------------------------------------ |
| Bari        | Bari                    | San Nicola                   | 58.270   | thứ 17                               |
| Brescia     | Brescia                 | Mario Rigamonti              | 19.500   | thứ 8                                |
| Carrarese   | Carrara                 | Marmi                        | 3.520    | Serie C, thắng play-off (thăng hạng) |
| Catanzaro   | Catanzaro               | Nicola Ceravolo              | 14.650   | thứ 5                                |
| Cesena      | Cesena                  | Orogel-Dino Manuzzi          | 20.194   | Serie C, vô địch bảng B (thăng hạng) |
| Cittadella  | Cittadella              | Pier Cesare Tombolato        | 7.623    | thứ 14                               |
| Cosenza     | Cosenza                 | San Vito-Gigi Marulla        | 20.987   | thứ 9                                |
| Cremonese   | Cremona                 | Giovanni Zini                | 15.191   | thứ 4                                |
| Frosinone   | Frosinone               | Benito Stirpe                | 16.227   | Serie A, thứ 18 (xuống hạng)         |
| Juve Stabia | Castellammare di Stabia | Romeo Menti                  | 7.642    | Serie C, vô địch bảng C (thăng hạng) |
| Mantova     | Mantua                  | Danilo Martelli              | 6.066    | Serie C, vô địch bảng A (thăng hạng) |
| Modena      | Modena                  | Alberto Braglia              | 21.151   | thứ 10                               |
| Palermo     | Palermo                 | Renzo Barbera                | 36.365   | thứ 6                                |
| Pisa        | Pisa                    | Garibaldi – Romeo Anconetani | 14.000   | thứ 13                               |
| Reggiana    | Reggio Emilia           | Mapei – Città del Tricolore  | 21.525   | thứ 11                               |
| Salernitana | Salerno                 | Arechi                       | 20.194   | Serie A, thứ 20 (xuống hạng)         |
| Sampdoria   | Genoa                   | Luigi Ferraris               | 33.205   | thứ 7                                |
| Sassuolo    | Sassuolo                | Mapei – Città del Tricolore  | 21.515   | Serie A, thứ 19 (xuống hạng)         |
| Spezia      | La Spezia               | Alberto Picco                | 11.968   | thứ 15                               |
| Südtirol    | Bolzano                 | Druso                        | 5.539    | thứ 12                               |

### Nhân sự và tài trợ
| Đội         | Chủ tịch                   | Huấn luyện viên trưởng | Đội trưởng          | Nhà sản xuất trang phục | Nhà tài trợ áo đấu            | Nhà tài trợ áo đấu |
| Đội         | Chủ tịch                   | Huấn luyện viên trưởng | Đội trưởng          | Nhà sản xuất trang phục | Chính                         | Khác0 |
| ----------- | -------------------------- | ---------------------- | ------------------- | ----------------------- | ----------------------------- | --- |
| Bari        | Luigi De Laurentiis        | Moreno Longo           | Francesco Vicari    | Erreà                   | Molino Casillo                | Danh sách - - Trước: GoUp Noleggi - Sau: MV Line - Tay áo: Supermercati Decò - Quần: Granoro                                                                      |
| Brescia     | Massimo Cellino            | Rolando Maran          | Dimitri Bisoli      | Kappa                   | Gruppo DAC                    | Danh sách - - Trước: không - Sau: Le Stagioni d'Italia - Tay áo: Pardgroup - Quần: Eat Pink                                                                       |
| Carrarese   | Salvo Zangari              | Antonio Calabro        | Marco Imperiale     | Givova                  | Sagevan                       | Danh sách - - Trước: không - Sau: FuturEnergy - Tay áo: Petra 2011 - Quần: Gemignani e Vanelli Marmi                                                              |
| Catanzaro   | Floriano Noto              | Fabio Caserta          | Pietro Iemmello     | EYE Sport               | Coop                          | Danh sách - - Trước: Cupra Autoionà - Sau: Principe Srl - Tay áo: BCC Calabria Ulteriore - Quần: Fresco Sorriso                                                   |
| Cesena      | John Aiello                | Michele Mignani        | Giuseppe Prestia    | Erreà                   | E.CO Energia Corrente         | Danh sách - - Trước: không - Sau: E.CO Energia Corrente - Tay áo: 1 Attimo in Forma - Quần: FS Costruzioni                                                        |
| Cittadella  | Andrea Gabrielli           | Alessandro Dal Canto   | Simone Branca       | Erreà                   | Sirmax                        | Danh sách - - Trước: Gabrielli SpA - Sau: Stylplex (H)/ Meta Utensili (A & T) - Tay áo: Pastificio Cecchin/ Nico Abbigliamento - Quần: Scilm (H)/ INE SpA (A & T) |
| Cosenza     | Eugenio Guarascio          | Massimiliano Alvini    | Tommaso D'Orazio    | Nike                    | Patata della Sila             | Danh sách - - Trước: Volkswagen Chiappetta - Sau: không - Tay áo: không - Quần: 3F Group                                                                          |
| Cremonese   | Paolo Rossi                | Giovanni Stroppa       | Matteo Bianchetti   | Acerbis                 | Ilta Inox (H)/ Arinox (A & T) | Danh sách - - Trước: Acciaieria Arvedi - Sau: Milwaukee Tool - Tay áo: Arvedi Tubi Acciaio - Quần: Feraboli Lubrificanti                                          |
| Frosinone   | Maurizio Stirpe            | Paolo Bianco           | Ilario Monterisi    | Zeus                    | MeglioBanca                   | Danh sách - - Trước: 7Sette Carburanti - Sau: Supermercati Dem - Tay áo: Zedstore - Quần: không                                                                   |
| Juve Stabia | Andrea Langella            | Guido Pagliuca         | Alberto Gerbo       | Givova                  | Supermercati Decò             | Danh sách - - Trước: FRIMM, Oscar Petroli - Sau: DS Glass - Tay áo: Bene Assicurazioni - Quần: Madol Lubrificanti e Oli Motore                                    |
| Mantova     | Filippo Piccoli            | Davide Possanzini      | Salvatore Burrai    | Givova                  | Sinergy Luce e Gas            | Danh sách - - Trước: PATA Snack - Sau: Verodol CBD - Tay áo: Napoli Uno - Quần: Trinità Salumi                                                                    |
| Modena      | Carlo Rivetti              | Paolo Mandelli         | Antonio Pergreffi   | New Balance             | Kerakoll                      | Danh sách - - Trước: không - Sau: SIM Maranello/ Microprecisione - Tay áo: Reflexallen - Quần: Studio Appari                                                      |
| Palermo     | Dario Mirri                | Alessio Dionisi        | Matteo Brunori      | Puma                    | Old Wild West                 | Danh sách - - Trước: Bisaten - Sau: inX.aero - Tay áo: LT Costruzioni - Quần: A29 Energy Plus                                                                     |
| Pisa        | Giuseppe Corrado           | Filippo Inzaghi        | Antonio Caracciolo  | Adidas                  | Cetilar                       | Danh sách - - Trước: Serenis, inX.aero - Sau: HTS Verde Sportivo - Tay áo: Gruppo Paim - Quần: Toni Luigi Scavi e Demolizioni                                     |
| Reggiana    | Carmelo Salerno            | Davide Dionigi         | Paolo Rozzio        | Macron                  | Immergas                      | Danh sách - - Trước: Righi Food, EA Group - Sau: Fiat Autostile - Tay áo: Carrozzeria 2S - Quần: Olmedo Special Vehicles                                          |
| Salernitana | Danilo Iervolino           | Pasquale Marino        | Luigi Sepe          | Zeus                    | 958 Santero                   | Danh sách - - Trước: Dianflex - Sau: e-Campus Università - Tay áo: Volkswagen Autodue - Quần: không                                                               |
| Sampdoria   | Matteo Manfredi            | Alberico Evani         | Bartosz Bereszyński | Macron                  | Rendimax                      | Danh sách - - Trước: không - Sau: Idee per Viaggiare - Tay áo: Sogeco International - Quần: LaMiaLiguria                                                          |
| Sassuolo    | Carlo Rossi                | Fabio Grosso           | Domenico Berardi    | Puma                    | Mapei                         | không |
| Spezia      | Phillip Raymond Piatek Jr. | Luca D'Angelo          | Filippo Bandinelli  | Kappa                   | Spigas Clienti                | Danh sách - - Trước: Dani Shipping - Sau: LaMiaLiguria - Tay áo: Iozzelli Magazzini Edili - Quần: không                                                           |
| Südtirol    | Gerhard Comper             | Fabrizio Castori       | Fabian Tait         | Erreà                   | Südtirol                      | Danh sách - - Trước: Duka Shower - Sau: TopHaus (H)/ Racines-Giovo (A) - Tay áo: Alperia - Quần: không                                                            |

### Thay đổi huấn luyện viên
| Đội         | HLV ra đi             | Lý do         | Ngày ra đi | Vị trí trên BXH | HLV đến               | Ngày ký    |
| ----------- | --------------------- | ------------- | ---------- | --------------- | --------------------- | ---------- |
| Cosenza     | William Viali         | Thỏa thuận    | 14/6/2024  | Trước mùa giải  | Massimiliano Alvini   | 1/7/2024   |
| Cesena      | Domenico Toscano      | Thỏa thuận    | 18/6/2024  | Trước mùa giải  | Michele Mignani       | 1/7/2024   |
| Pisa        | Alberto Aquilani      | Thỏa thuận    | 18/6/2024  | Trước mùa giải  | Filippo Inzaghi       | 3/7/2024   |
| Catanzaro   | Vincenzo Vivarini     | Thỏa thuận    | 28/6/2024  | Trước mùa giải  | Fabio Caserta         | 5/7/2024   |
| Palermo     | Michele Mignani       | Sa thải       | 30/6/2024  | Trước mùa giải  | Alessio Dionisi       | 1/7/2024   |
| Sassuolo    | Davide Ballardini     | Hết hợp đồng  | 30/6/2024  | Trước mùa giải  | Fabio Grosso          | 1/7/2024   |
| Frosinone   | Eusebio Di Francesco  | Hết hợp đồng  | 30/6/2024  | Trước mùa giải  | Vincenzo Vivarini     | 1/7/2024   |
| Reggiana    | Alessandro Nesta      | Ký bởi Monza  | 30/6/2024  | Trước mùa giải  | William Viali         | 1/7/2024   |
| Bari        | Federico Giampaolo    | Hết tạm quyền | 30/6/2024  | Trước mùa giải  | Moreno Longo          | 1/7/2024   |
| Salernitana | Stefano Colantuono    | Hết tạm quyền | 30/6/2024  | Trước mùa giải  | Andrea Sottil         | 1/7/2024   |
| Salernitana | Andrea Sottil         | Thỏa thuận    | 2/7/2024   | Trước mùa giải  | Giovanni Martusciello | 3/7/2024   |
| Sampdoria   | Andrea Pirlo          | Sa thải       | 29/8/2024  | thứ 19          | Andrea Sottil         | 30/8/2024  |
| Cremonese   | Giovanni Stroppa      | Sa thải       | 8/10/2024  | thứ 7           | Eugenio Corini        | 9/10/2024  |
| Cittadella  | Edoardo Gorini        | Sa thải       | 11/10/2024 | thứ 18          | Alessandro Dal Canto  | 14/10/2024 |
| Frosinone   | Vincenzo Vivarini     | Sa thải       | 22/10/2024 | thứ 20          | Leandro Greco         | 22/10/2024 |
| Südtirol    | Federico Valente      | Sa thải       | 4/11/2024  | thứ 16          | Marco Zaffaroni       | 4/11/2024  |
| Modena      | Pierpaolo Bisoli      | Sa thải       | 4/11/2024  | thứ 19          | Paolo Mandelli        | 4/11/2024  |
| Salernitana | Giovanni Martusciello | Sa thải       | 11/11/2024 | thứ 17          | Stefano Colantuono    | 11/11/2024 |
| Cremonese   | Eugenio Corini        | Sa thải       | 11/11/2024 | thứ 5           | Giovanni Stroppa      | 11/11/2024 |
| Südtirol    | Marco Zaffaroni       | Sa thải       | 7/12/2024  | thứ 19          | Fabrizio Castori      | 8/12/2024  |
| Brescia     | Rolando Maran         | Sa thải       | 9/12/2024  | thứ 10          | Pierpaolo Bisoli      | 9/12/2024  |
| Sampdoria   | Andrea Sottil         | Sa thải       | 9/12/2024  | thứ 15          | Leonardo Semplici     | 11/12/2024 |
| Salernitana | Stefano Colantuono    | Thỏa thuận    | 30/12/2024 | thứ 18          | Roberto Breda         | 3/1/2025   |
| Brescia     | Pierpaolo Bisoli      | Sa thải       | 28/1/2025  | thứ 15          | Rolando Maran         | 28/1/2025  |
| Frosinone   | Leandro Greco         | Sa thải       | 17/2/2025  | thứ 19          | Paolo Bianco          | 18/2/2025  |
| Cosenza     | Massimiliano Alvini   | Sa thải       | 26/2/2025  | thứ 20          | Pierantonio Tortelli  | 26/2/2025  |
| Cosenza     | Pierantonio Tortelli  | Sa thải       | 30/3/2025  | thứ 20          | Massimiliano Alvini   | 30/3/2025  |
| Reggiana    | William Viali         | Sa thải       | 30/3/2025  | thứ 17          | Davide Dionigi        | 31/3/2025  |
| Salernitana | Roberto Breda         | Sa thải       | 7/4/2025   | thứ 19          | Pasquale Marino       | 7/4/2025   |
| Sampdoria   | Leonardo Semplici     | Sa thải       | 7/4/2025   | thứ 18          | Alberico Evani        | 7/4/2025   |

1. ↑  Ban đầu chỉ là người tạm quyền,[43] Mandelli được xác nhận là huấn luyện viên của câu lạc bộ vào ngày 11 tháng 11.[44]

## Bảng xếp hạng

### Bảng xếp hạng
| VT | Đội              | ST | T  | H  | B  | BT | BB | HS  | Đ  | Giành quyền tham dự hoặc xuống hạng   |
| -- | ---------------- | -- | -- | -- | -- | -- | -- | --- | -- | ------------------------------------- |
| 1  | Sassuolo (C, P)  | 38 | 25 | 7  | 6  | 78 | 38 | +40 | 82 | Thăng hạng lên Serie A                |
| 2  | Pisa (P)         | 38 | 23 | 7  | 8  | 64 | 36 | +28 | 76 | Thăng hạng lên Serie A                |
| 3  | Spezia           | 38 | 17 | 15 | 6  | 59 | 33 | +26 | 66 | Vào bán kết play-off thăng hạng       |
| 4  | Cremonese (O, P) | 38 | 16 | 13 | 9  | 62 | 44 | +18 | 61 | Vào bán kết play-off thăng hạng       |
| 5  | Juve Stabia      | 38 | 14 | 13 | 11 | 42 | 41 | +1  | 55 | Tham dự vòng loại play-off thăng hạng |
| 6  | Catanzaro        | 38 | 11 | 20 | 7  | 51 | 45 | +6  | 53 | Tham dự vòng loại play-off thăng hạng |
| 7  | Cesena           | 38 | 14 | 11 | 13 | 46 | 47 | −1  | 53 | Tham dự vòng loại play-off thăng hạng |
| 8  | Palermo          | 38 | 14 | 10 | 14 | 52 | 43 | +9  | 52 | Tham dự vòng loại play-off thăng hạng |
| 9  | Bari             | 38 | 10 | 18 | 10 | 41 | 40 | +1  | 48 |                                       |
| 10 | Südtirol         | 38 | 12 | 10 | 16 | 50 | 57 | −7  | 46 |                                       |
| 11 | Modena           | 38 | 10 | 15 | 13 | 48 | 50 | −2  | 45 |                                       |
| 12 | Carrarese        | 38 | 11 | 12 | 15 | 39 | 49 | −10 | 45 |                                       |
| 13 | Reggiana         | 38 | 11 | 11 | 16 | 42 | 52 | −10 | 44 |                                       |
| 14 | Mantova          | 38 | 10 | 14 | 14 | 47 | 56 | −9  | 44 |                                       |
| 15 | Frosinone        | 38 | 9  | 16 | 13 | 37 | 50 | −13 | 43 |                                       |
| 16 | Salernitana (R)  | 38 | 11 | 9  | 18 | 37 | 47 | −10 | 42 | Tham dự play-out trụ hạng             |
| 17 | Sampdoria (O)    | 38 | 8  | 17 | 13 | 38 | 49 | −11 | 41 | Tham dự play-out trụ hạng             |
| 18 | Brescia (R, D)   | 38 | 9  | 16 | 13 | 42 | 48 | −6  | 39 | Xuống hạng Serie C vì hành chính      |
| 19 | Cittadella (R)   | 38 | 10 | 9  | 19 | 30 | 56 | −26 | 39 | Xuống hạng Serie C                    |
| 20 | Cosenza (R)      | 38 | 7  | 13 | 18 | 32 | 56 | −24 | 30 | Xuống hạng Serie C                    |

1. 1 2  Đối đầu: Catanzaro 4–2 Cesena, Cesena 2–0 Catanzaro; Catanzaro xếp trên nhờ hiệu số bàn thắng bại.
2. 1 2  Đối đầu: Modena 2–0 Carrarese, Carrarese 2–1 Modena; Modena xếp trên nhờ hiệu số bàn thắng bại đối đầu.
3. 1 2  Đối đầu: Reggiana 2–2 Mantova, Mantova 0–2 Reggiana.
4. ↑  Brescia bị trừ 4 điểm vì những vi phạm có tính chất hành chính.[69]
5. ↑  Cosenza bị trừ 4 điểm vì những vi phạm có tính chất hành chính.[70]

### Vị trí theo vòng
Bảng liệt kê vị trí của các đội sau mỗi vòng thi đấu. Để duy trì các diễn biến theo trình tự thời gian, bất kỳ trận đấu bù nào (do bị hoãn) sẽ không được tính vào vòng mà chúng đã được lên lịch ban đầu, mà được tính thêm vào vòng đấu diễn ra ngay sau đó.
- Vòng đấu 34 bị hoãn lại và được thi đấu sau vòng 38 nên vị trí của các đội sau vòng 35, 36, 37, 38 sẽ lần lượt được ghi vào các cột 34, 35, 36, 37, còn cột 38 sẽ ghi vị trí cuối cùng của các đội sau vòng đấu bù 34.

| Đội ╲ Vòng  | 1    | 2  | 3  | 4  | 5  | 6  | 7  | 8  | 9  | 10 | 11 | 12 | 13 | 14 | 15 | 16 | 17 | 18 | 19 | 20 | 21 | 22 | 23 | 24 | 25 | 26 | 27 | 28 | 29 | 30 | 31 | 32 | 33 | 34 | 35 | 36 | 37 | 38 |   |
| ----------- | ---- | -- | -- | -- | -- | -- | -- | -- | -- | -- | -- | -- | -- | -- | -- | -- | -- | -- | -- | -- | -- | -- | -- | -- | -- | -- | -- | -- | -- | -- | -- | -- | -- | -- | -- | -- | -- | -- | - |
| Đội ╲ Vòng  | Bari | 20 | 19 | 20 | 19 | 16 | 9  | 10 | 12 | 11 | 10 | 10 | 10 | 6  | 6  | 6  | 4  | 7  | 7  | 8  | 7  | 7  | 8  | 7  | 6  | 7  | 7  | 7  | 9  | 9  | 8  | 9  | 9  | 8  | 8  | 8  | 8  | 9  | 9 |
| Brescia     | 5    | 13 | 15 | 11 | 2  | 6  | 3  | 5  | 6  | 9  | 9  | 7  | 8  | 8  | 8  | 10 | 11 | 13 | 13 | 13 | 13 | 13 | 15 | 11 | 12 | 13 | 12 | 14 | 14 | 17 | 13 | 16 | 14 | 16 | 15 | 16 | 15 | 15 |   |
| Carrarese   | 15   | 18 | 13 | 17 | 18 | 19 | 20 | 17 | 17 | 15 | 14 | 12 | 16 | 13 | 16 | 11 | 12 | 10 | 11 | 8  | 9  | 11 | 13 | 14 | 16 | 11 | 11 | 12 | 13 | 12 | 11 | 11 | 11 | 11 | 12 | 12 | 13 | 12 |   |
| Catanzaro   | 13   | 15 | 18 | 12 | 13 | 16 | 16 | 16 | 16 | 11 | 11 | 11 | 11 | 11 | 11 | 9  | 8  | 8  | 7  | 6  | 6  | 7  | 6  | 5  | 5  | 5  | 4  | 4  | 5  | 5  | 5  | 6  | 6  | 7  | 7  | 6  | 6  | 6  |   |
| Cesena      | 2    | 9  | 3  | 8  | 9  | 10 | 5  | 8  | 13 | 8  | 8  | 4  | 4  | 4  | 5  | 6  | 5  | 6  | 6  | 10 | 10 | 9  | 9  | 10 | 8  | 8  | 8  | 6  | 6  | 7  | 8  | 8  | 9  | 10 | 10 | 9  | 8  | 7  |   |
| Cittadella  | 16   | 12 | 11 | 6  | 6  | 13 | 17 | 18 | 18 | 18 | 19 | 17 | 19 | 19 | 20 | 20 | 20 | 18 | 16 | 15 | 15 | 15 | 14 | 15 | 11 | 12 | 14 | 11 | 12 | 14 | 15 | 15 | 17 | 19 | 19 | 19 | 19 | 19 |   |
| Cosenza     | 6    | 10 | 12 | 20 | 17 | 18 | 19 | 20 | 19 | 19 | 18 | 18 | 13 | 14 | 13 | 17 | 17 | 19 | 19 | 20 | 19 | 20 | 20 | 20 | 20 | 20 | 20 | 20 | 20 | 20 | 20 | 20 | 20 | 20 | 20 | 20 | 20 | 20 |   |
| Cremonese   | 18   | 14 | 14 | 7  | 8  | 4  | 8  | 7  | 4  | 4  | 4  | 5  | 5  | 5  | 4  | 5  | 4  | 5  | 4  | 4  | 4  | 4  | 4  | 4  | 4  | 4  | 5  | 5  | 4  | 4  | 4  | 4  | 4  | 4  | 4  | 4  | 4  | 4  |   |
| Frosinone   | 7    | 16 | 17 | 16 | 19 | 20 | 18 | 19 | 20 | 20 | 20 | 20 | 20 | 20 | 18 | 18 | 18 | 20 | 17 | 17 | 17 | 18 | 19 | 19 | 19 | 19 | 19 | 18 | 18 | 13 | 12 | 12 | 12 | 12 | 14 | 15 | 16 | 16 |   |
| Juve Stabia | 1    | 3  | 2  | 2  | 5  | 14 | 7  | 4  | 5  | 6  | 6  | 6  | 9  | 9  | 9  | 7  | 6  | 4  | 5  | 5  | 5  | 6  | 5  | 7  | 6  | 6  | 6  | 7  | 7  | 6  | 6  | 5  | 5  | 5  | 5  | 5  | 5  | 5  |   |
| Mantova     | 8    | 4  | 9  | 5  | 12 | 5  | 9  | 11 | 10 | 13 | 12 | 15 | 10 | 10 | 10 | 13 | 13 | 11 | 12 | 14 | 14 | 10 | 11 | 13 | 15 | 15 | 16 | 17 | 17 | 18 | 16 | 13 | 13 | 14 | 13 | 14 | 14 | 14 |   |
| Modena      | 17   | 11 | 10 | 14 | 15 | 8  | 13 | 13 | 15 | 17 | 17 | 19 | 14 | 15 | 14 | 14 | 10 | 9  | 10 | 9  | 11 | 12 | 12 | 9  | 10 | 10 | 10 | 10 | 10 | 10 | 10 | 10 | 10 | 9  | 9  | 10 | 11 | 11 |   |
| Palermo     | 19   | 20 | 16 | 15 | 11 | 12 | 6  | 9  | 7  | 5  | 5  | 8  | 7  | 7  | 7  | 8  | 9  | 12 | 9  | 11 | 8  | 5  | 8  | 8  | 9  | 9  | 9  | 8  | 8  | 9  | 7  | 7  | 7  | 6  | 6  | 7  | 7  | 8  |   |
| Pisa        | 9    | 2  | 6  | 1  | 1  | 1  | 1  | 1  | 1  | 1  | 1  | 1  | 1  | 3  | 2  | 2  | 2  | 3  | 2  | 2  | 2  | 2  | 2  | 2  | 2  | 2  | 2  | 2  | 2  | 2  | 2  | 2  | 2  | 2  | 2  | 2  | 2  | 2  |   |
| Reggiana    | 10   | 6  | 1  | 4  | 10 | 11 | 11 | 14 | 8  | 12 | 15 | 13 | 15 | 16 | 17 | 12 | 14 | 15 | 14 | 12 | 12 | 14 | 10 | 12 | 13 | 14 | 13 | 13 | 15 | 15 | 18 | 17 | 19 | 18 | 16 | 13 | 12 | 13 |   |
| Salernitana | 3    | 8  | 4  | 9  | 14 | 15 | 15 | 10 | 14 | 16 | 16 | 14 | 17 | 18 | 15 | 16 | 16 | 16 | 18 | 18 | 20 | 17 | 18 | 18 | 17 | 18 | 18 | 19 | 19 | 19 | 19 | 19 | 18 | 15 | 18 | 17 | 18 | 17 |   |
| Sampdoria   | 11   | 17 | 19 | 18 | 20 | 17 | 14 | 15 | 12 | 7  | 7  | 9  | 12 | 12 | 12 | 15 | 15 | 14 | 15 | 16 | 16 | 16 | 16 | 16 | 14 | 16 | 15 | 15 | 16 | 16 | 17 | 18 | 16 | 17 | 17 | 18 | 17 | 18 |   |
| Sassuolo    | 14   | 7  | 7  | 13 | 7  | 3  | 4  | 3  | 3  | 2  | 2  | 2  | 2  | 1  | 1  | 1  | 1  | 1  | 1  | 1  | 1  | 1  | 1  | 1  | 1  | 1  | 1  | 1  | 1  | 1  | 1  | 1  | 1  | 1  | 1  | 1  | 1  | 1  |   |
| Spezia      | 12   | 5  | 8  | 3  | 3  | 2  | 2  | 2  | 2  | 3  | 3  | 3  | 3  | 2  | 3  | 3  | 3  | 2  | 3  | 3  | 3  | 3  | 3  | 3  | 3  | 3  | 3  | 3  | 3  | 3  | 3  | 3  | 3  | 3  | 3  | 3  | 3  | 3  |   |
| Südtirol    | 4    | 1  | 5  | 10 | 4  | 7  | 12 | 6  | 9  | 14 | 13 | 16 | 18 | 17 | 19 | 19 | 19 | 17 | 20 | 19 | 18 | 19 | 17 | 17 | 18 | 17 | 17 | 16 | 11 | 11 | 14 | 14 | 15 | 13 | 11 | 11 | 10 | 10 |   |

## Kết quả

### Tỷ số
| Nhà \ Khách | BAR | BRE | CAR | CAT | CES | CIT | COS | CRE | FRO | JST | MAN | MOD | PAL | PIS | REG | SAL | SAM | SAS | SPE | SUD |
| ----------- | --- | --- | --- | --- | --- | --- | --- | --- | --- | --- | --- | --- | --- | --- | --- | --- | --- | --- | --- | --- |
| Bari        | —   | 2–2 | 0–0 | 1–1 | 1–0 | 3–2 | 1–1 | 1–1 | 2–1 | 1–3 | 2–0 | 1–2 | 2–1 | 1–0 | 2–2 | 0–0 | 1–1 | 1–1 | 2–0 | 0–1 |
| Brescia     | 1–1 | —   | 0–0 | 2–3 | 1–1 | 0–1 | 2–3 | 3–2 | 4–0 | 0–0 | 1–2 | 3–3 | 1–0 | 1–2 | 2–1 | 0–0 | 1–1 | 2–5 | 1–1 | 0–0 |
| Carrarese   | 2–1 | 1–2 | —   | 2–2 | 2–0 | 3–0 | 1–0 | 2–2 | 0–1 | 0–0 | 1–1 | 2–1 | 1–0 | 1–0 | 0–0 | 3–2 | 1–0 | 0–2 | 0–4 | 2–0 |
| Catanzaro   | 3–3 | 2–1 | 3–1 | —   | 4–2 | 1–0 | 4–0 | 1–2 | 0–0 | 0–0 | 2–2 | 2–2 | 1–3 | 0–0 | 1–1 | 1–0 | 2–2 | 1–1 | 0–1 | 3–0 |
| Cesena      | 1–1 | 2–0 | 2–1 | 2–0 | —   | 0–0 | 2–1 | 0–1 | 1–1 | 1–2 | 4–2 | 2–2 | 2–1 | 1–1 | 1–1 | 2–0 | 3–3 | 0–2 | 0–0 | 1–0 |
| Cittadella  | 3–1 | 0–1 | 0–0 | 0–0 | 0–2 | —   | 0–0 | 0–0 | 1–2 | 2–2 | 1–2 | 0–2 | 2–1 | 1–1 | 3–1 | 0–2 | 0–0 | 1–2 | 0–2 | 1–5 |
| Cosenza     | 1–0 | 1–1 | 1–0 | 1–1 | 0–1 | 0–1 | —   | 1–0 | 0–1 | 1–1 | 2–2 | 1–1 | 0–3 | 0–3 | 1–0 | 1–1 | 2–1 | 0–1 | 0–0 | 0–2 |
| Cremonese   | 1–1 | 1–1 | 1–0 | 4–0 | 1–2 | 2–2 | 3–1 | —   | 1–0 | 1–1 | 4–2 | 2–2 | 0–1 | 1–3 | 0–2 | 2–1 | 1–1 | 1–1 | 1–1 | 3–1 |
| Frosinone   | 0–3 | 2–1 | 0–1 | 1–1 | 3–2 | 1–1 | 2–2 | 0–3 | —   | 0–0 | 2–1 | 1–1 | 1–1 | 0–0 | 1–1 | 2–0 | 2–2 | 1–2 | 2–2 | 0–3 |
| Juve Stabia | 3–1 | 0–0 | 2–1 | 2–0 | 1–0 | 0–1 | 3–0 | 1–2 | 1–1 | —   | 1–0 | 2–1 | 1–3 | 2–0 | 1–2 | 1–0 | 0–0 | 2–2 | 0–3 | 2–1 |
| Mantova     | 0–1 | 1–1 | 2–1 | 0–0 | 3–0 | 1–0 | 3–2 | 1–0 | 3–1 | 1–1 | —   | 0–0 | 0–0 | 2–3 | 0–2 | 1–0 | 2–2 | 0–3 | 2–2 | 2–0 |
| Modena      | 2–1 | 2–2 | 2–0 | 2–1 | 0–1 | 0–1 | 1–1 | 2–2 | 1–1 | 3–0 | 3–1 | —   | 2–2 | 1–0 | 2–3 | 1–1 | 1–3 | 1–3 | 1–1 | 0–0 |
| Palermo     | 1–0 | 1–0 | 1–1 | 1–2 | 0–0 | 0–1 | 1–1 | 2–3 | 2–0 | 1–0 | 2–2 | 2–0 | —   | 1–2 | 2–0 | 0–1 | 1–1 | 5–3 | 2–0 | 1–2 |
| Pisa        | 2–0 | 2–1 | 2–1 | 0–0 | 3–1 | 0–1 | 2–2 | 2–1 | 1–0 | 3–1 | 3–1 | 1–2 | 2–0 | —   | 2–1 | 1–0 | 3–0 | 3–1 | 2–2 | 3–3 |
| Reggiana    | 0–0 | 2–0 | 2–2 | 2–2 | 0–1 | 2–1 | 0–1 | 1–2 | 2–0 | 2–1 | 2–2 | 0–1 | 2–1 | 0–2 | —   | 0–0 | 2–2 | 0–2 | 2–1 | 1–3 |
| Salernitana | 0–2 | 0–0 | 4–1 | 0–0 | 1–1 | 2–1 | 3–1 | 1–0 | 1–1 | 1–2 | 2–0 | 1–0 | 1–2 | 2–3 | 2–1 | —   | 3–2 | 1–2 | 0–2 | 2–1 |
| Sampdoria   | 0–0 | 0–1 | 1–1 | 3–3 | 1–2 | 1–0 | 1–0 | 0–0 | 0–3 | 1–2 | 1–0 | 1–0 | 1–1 | 0–1 | 0–1 | 1–0 | —   | 0–0 | 0–0 | 1–0 |
| Sassuolo    | 1–1 | 2–0 | 2–0 | 0–2 | 2–1 | 6–1 | 2–1 | 1–4 | 0–1 | 2–0 | 1–0 | 2–0 | 2–1 | 1–0 | 5–1 | 4–0 | 5–1 | —   | 0–0 | 5–3 |
| Spezia      | 0–0 | 0–1 | 4–2 | 0–1 | 2–1 | 5–0 | 3–1 | 2–3 | 2–1 | 1–1 | 1–1 | 1–0 | 2–2 | 3–2 | 1–0 | 2–0 | 2–0 | 2–1 | —   | 3–0 |
| Südtirol    | 0–0 | 1–2 | 2–2 | 1–1 | 1–1 | 1–2 | 2–1 | 0–4 | 1–1 | 2–0 | 2–2 | 2–1 | 1–3 | 1–2 | 2–0 | 3–2 | 2–1 | 0–1 | 1–1 | —   |

### Bảng thắng bại
- T = Thắng, H = Hòa, B = Bại
- () = Trận đấu bị hoãn

| Đội \ Vòng  | 1 | 2 | 3 | 4 | 5 | 6 | 7 | 8 | 9 | 10 | 11 | 12 | 13 | 14 | 15 | 16 | 17 | 18 | 19 | Đội (20)    | 20 | 21 | 22 | 23 | 24 | 25 | 26 | 27 | 28 | 29 | 30 | 31 | 32 | 33 | 34 | 35 | 36 | 37 | 38    | Đội (20)    |
| ----------- | - | - | - | - | - | - | - | - | - | -- | -- | -- | -- | -- | -- | -- | -- | -- | -- | ----------- | -- | -- | -- | -- | -- | -- | -- | -- | -- | -- | -- | -- | -- | -- | -- | -- | -- | -- | ----- | ----------- |
| Bari        | B | B | H | H | T | T | H | H | H | H  | H  | H  | T  | T  | H  | T  | B  | B  | B  | Bari        | T  | H  | H  | H  | T  | B  | H  | T  | H  | H  | H  | B  | H  | T  | () | B  | B  | T  | B (H) | Bari        |
| Brescia     | T | B | B | T | T | B | T | H | B | B  | H  | T  | B  | H  | H  | B  | H  | H  | H  | Brescia     | H  | H  | H  | B  | T  | H  | B  | H  | B  | H  | B  | T  | B  | H  | () | B  | T  | H  | H (T) | Brescia     |
| Carrarese   | B | B | T | B | B | B | H | T | H | T  | H  | H  | B  | T  | B  | T  | H  | T  | H  | Carrarese   | T  | B  | B  | B  | B  | B  | T  | H  | H  | B  | H  | T  | H  | H  | () | T  | B  | T  | B (H) | Carrarese   |
| Catanzaro   | H | H | B | T | H | B | H | H | H | T  | H  | H  | H  | H  | H  | T  | T  | B  | H  | Catanzaro   | T  | H  | H  | T  | T  | H  | T  | T  | H  | B  | T  | B  | H  | H  | () | B  | B  | H  | T (H) | Catanzaro   |
| Cesena      | T | B | T | B | H | H | T | B | B | T  | H  | T  | T  | H  | B  | B  | T  | B  | B  | Cesena      | B  | H  | T  | H  | B  | T  | H  | T  | T  | H  | H  | B  | H  | H  | () | B  | B  | T  | T (T) | Cesena      |
| Cittadella  | B | T | H | T | H | B | B | B | H | B  | H  | T  | B  | B  | H  | B  | H  | T  | T  | Cittadella  | T  | H  | B  | T  | B  | T  | B  | B  | T  | B  | B  | H  | H  | B  | () | B  | B  | H  | T (B) | Cittadella  |
| Cosenza     | T | B | H | H | T | B | H | B | H | H  | T  | H  | T  | H  | H  | B  | B  | B  | H  | Cosenza     | B  | H  | B  | B  | B  | T  | B  | B  | H  | T  | B  | B  | H  | H  | () | B  | T  | B  | B (B) | Cosenza     |
| Cremonese   | B | T | B | T | H | T | B | H | T | T  | H  | B  | B  | T  | T  | B  | H  | H  | T  | Cremonese   | H  | T  | T  | H  | B  | T  | H  | B  | H  | T  | T  | H  | T  | H  | () | T  | H  | H  | T (B) | Cremonese   |
| Frosinone   | H | B | H | H | B | B | T | B | B | H  | H  | H  | H  | B  | T  | T  | B  | B  | T  | Frosinone   | H  | B  | H  | B  | B  | H  | H  | H  | T  | T  | T  | T  | H  | H  | () | H  | B  | H  | B (T) | Frosinone   |
| Juve Stabia | T | H | T | H | B | B | T | T | B | H  | H  | H  | B  | H  | H  | T  | T  | T  | B  | Juve Stabia | H  | H  | B  | T  | B  | T  | T  | B  | B  | H  | T  | T  | T  | H  | () | B  | T  | H  | B (H) | Juve Stabia |
| Mantova     | H | T | B | T | B | T | B | H | H | B  | H  | B  | T  | H  | H  | B  | H  | T  | H  | Mantova     | B  | H  | T  | H  | B  | B  | H  | B  | B  | H  | B  | T  | T  | H  | () | B  | T  | B  | T (H) | Mantova     |
| Modena      | B | T | H | B | H | T | B | H | H | B  | H  | B  | T  | H  | H  | H  | T  | T  | H  | Modena      | H  | B  | H  | H  | T  | B  | H  | T  | H  | B  | B  | T  | T  | B  | () | T  | B  | B  | H (B) | Modena      |
| Palermo     | B | B | T | H | T | H | T | B | H | T  | H  | B  | H  | H  | T  | B  | B  | B  | T  | Palermo     | B  | T  | T  | B  | B  | H  | H  | T  | T  | H  | B  | T  | T  | B  | () | T  | B  | B  | T (H) | Palermo     |
| Pisa        | H | T | H | T | T | T | B | T | T | H  | H  | T  | T  | B  | H  | T  | T  | B  | T  | Pisa        | T  | T  | H  | T  | T  | B  | H  | T  | B  | B  | T  | T  | B  | T  | () | T  | T  | B  | H (T) | Pisa        |
| Reggiana    | H | T | T | B | B | H | H | B | T | B  | B  | H  | H  | H  | B  | T  | B  | B  | T  | Reggiana    | T  | H  | B  | T  | B  | B  | H  | H  | H  | B  | H  | B  | B  | B  | () | T  | T  | T  | T (B) | Reggiana    |
| Salernitana | T | B | T | B | B | H | H | T | B | B  | H  | H  | B  | B  | T  | H  | B  | H  | B  | Salernitana | B  | B  | T  | B  | T  | H  | B  | H  | B  | T  | H  | B  | B  | T  | () | T  | B  | T  | B (T) | Salernitana |
| Sampdoria   | H | B | B | H | B | T | T | B | T | T  | H  | B  | B  | H  | H  | B  | H  | H  | H  | Sampdoria   | B  | H  | B  | H  | T  | T  | B  | H  | H  | H  | H  | B  | B  | T  | () | B  | H  | H  | T (H) | Sampdoria   |
| Sassuolo    | H | T | H | B | T | T | H | T | T | T  | H  | T  | T  | T  | T  | T  | T  | T  | B  | Sassuolo    | T  | T  | T  | B  | T  | T  | T  | H  | T  | H  | T  | T  | B  | T  | () | T  | T  | H  | B (B) | Sassuolo    |
| Spezia      | H | T | H | T | H | T | H | T | T | H  | H  | T  | T  | T  | B  | T  | H  | T  | H  | Spezia      | B  | H  | T  | T  | T  | H  | H  | B  | H  | T  | H  | B  | T  | H  | () | H  | T  | B  | B (T) | Spezia      |
| Südtirol    | T | T | B | B | T | B | B | T | B | B  | H  | B  | B  | B  | B  | B  | H  | T  | B  | Südtirol    | H  | H  | B  | T  | T  | B  | T  | H  | H  | T  | H  | B  | H  | B  | () | T  | T  | T  | H (H) | Südtirol    |
| Đội \ Vòng  | 1 | 2 | 3 | 4 | 5 | 6 | 7 | 8 | 9 | 10 | 11 | 12 | 13 | 14 | 15 | 16 | 17 | 18 | 19 | Đội (20)    | 20 | 21 | 22 | 23 | 24 | 25 | 26 | 27 | 28 | 29 | 30 | 31 | 32 | 33 | 34 | 35 | 36 | 37 | 38    | Đội (20)    |

- Vòng thi đấu thứ 34 bị hoãn lại do sự kiện Giáo hoàng Phanxicô của Giáo hội Công giáo Rôma mất ngày 21 tháng 4 năm 2025.

## Play-off thăng hạng
Quy tắc:
- Vòng sơ loại: đội xếp hạng cao hơn sẽ được thi đấu trên sân nhà. Nếu 2 đội hòa nhau sau thời gian thi đấu chính thức thì sẽ thi đấu hiệp phụ. Nếu tỷ số vẫn hòa thì đội xếp hạng cao hơn sẽ đi tiếp;
- Bán kết: đội xếp hạng cao hơn sẽ được thi đấu trên sân nhà ở trận lượt về. Nếu 2 đội hòa nhau về tổng điểm, đội xếp hạng cao hơn sẽ đi tiếp;
- Chung kết: đội xếp hạng cao hơn sẽ được thi đấu trên sân nhà ở trận lượt về. Nếu 2 đội hòa nhau về tổng điểm, đội xếp hạng cao hơn sẽ được thăng hạng lên Serie A, trừ khi các đội hòa nhau về điểm sau mùa giải chính thức, trong trường hợp đó, đội chiến thắng sẽ được quyết định bằng hiệp phụ và loạt sút luân lưu nếu cần thiết.

|  | Vòng sơ loại | Vòng sơ loại | Vòng sơ loại |  |  | Bán kết | Bán kết     | Bán kết | Bán kết | Bán kết |   |   | Chung kết | Chung kết | Chung kết | Chung kết | Chung kết |  |
|  |              |              |              |  |  |         |             |         |         |         |   |   |           |           |           |           |           |  |
|  |              |              |              |  |  | 5       | Juve Stabia | 2       | 0       | 2       |   |   |           |           |           |           |           |  |
|  | 5            | Juve Stabia  | 1            |  |  | 4       | Cremonese   | 1       | 3       | 4       |   |   |           |           |           |           |           |  |
|  | 8            | Palermo      | 0            |  |  |         |             |         |         |         |   |   | 4         | Cremonese | 0         | 3         | 3         |  |
|  |              |              |              |  |  |         |             | 3       | Spezia  | 0       | 2 | 2 |           |           |           |           |           |  |
|  |              |              |              |  |  | 6       | Catanzaro   | 0       | 1       | 1       |   |   |           |           |           |           |           |  |
|  | 6            | Catanzaro    | 1            |  |  | 3       | Spezia      | 2       | 2       | 4       |   |   |           |           |           |           |           |  |
|  | 7            | Cesena       | 0            |  |  |         |             |         |         |         |   |   |           |           |           |           |           |  |

### Vòng sơ loại
| Catanzaro      | 1–0      | Cesena |
| -------------- | -------- | ------ |
| - Iemmello 54' | Chi tiết |        |

| Juve Stabia    | 1–0      | Palermo |
| -------------- | -------- | ------- |
| - Adorante 67' | Chi tiết |         |

### Bán kết

#### Lượt đi
| Juve Stabia                   | 2–1      | Cremonese     |
| ----------------------------- | -------- | ------------- |
| - Pierobon 34' - Adorante 58' | Chi tiết | - Johnsen 77' |

| Catanzaro | 0–2      | Spezia                        |
| --------- | -------- | ----------------------------- |
|           | Chi tiết | - Di Serio 49' - Esposito 61' |

#### Lượt về
| Cremonese                                        | 3–0      | Juve Stabia |
| ------------------------------------------------ | -------- | ----------- |
| - Castagnetti 28' - Johnsen 60' - Vandeputte 66' | Chi tiết |             |

Cremonese thắng với tổng tỷ số 4–2.
| Spezia                         | 2–1      | Catanzaro       |
| ------------------------------ | -------- | --------------- |
| - Aurelio 36' - Wiśniewski 61' | Chi tiết | - Cassandro 31' |

Spezia thắng với tổng tỷ số 4–1.

### Chung kết

#### Lượt đi
| Cremonese | 0–0      | Spezia |
| --------- | -------- | ------ |
|           | Chi tiết |        |

#### Lượt về
| Spezia                          | 2–3      | Cremonese                          |
| ------------------------------- | -------- | ---------------------------------- |
| - F. Esposito 83' - Vignali 85' | Chi tiết | - De Luca 25', 79' - Collocolo 62' |

Cremonese thắng với tổng tỷ số 3–2 và được thăng hạng lên Serie A.

## Play-off xuống hạng
Đội xếp hạng cao hơn sẽ thi đấu trên sân nhà ở trận lượt về. Nếu các đội hòa nhau về tổng điểm, đội xếp hạng thấp hơn sẽ xuống hạng Serie C, trừ khi các đội hòa nhau về điểm ở mùa giải chính thức, trong trường hợp đó, đội chiến thắng sẽ được quyết định bằng hiệp phụ và loạt sút luân lưu nếu cần thiết.
Vòng play-off trụ hạng, ban đầu được lên lịch tổ chức giữa Salernitana và Frosinone vào các ngày 19 và 26 tháng 5 năm 2025, đã liên tiếp bị hoãn lại sau khi Brescia bị báo cáo về những sai phạm tài chính có thể khiến câu lạc bộ bị trừ bốn điểm. Vào ngày 26 tháng 5, Lega B đã quyết định rằng vòng play-off trụ hạng có thể sẽ diễn ra trong khoảng thời gian từ ngày 15 đến ngày 20 tháng 6 năm 2025. Vào ngày 29 tháng 5, việc Brescia xuống Serie C vì vi phạm hành chính đã được xác nhận. Phán quyết cuối cùng được đưa ra vào ngày 12 tháng 6, khi câu lạc bộ Lombard kháng cáo phán quyết của tòa án. Vào ngày 17 tháng 6, Lega B thông báo rằng trận lượt về play-off xuống hạng sẽ diễn ra vào ngày 22 tháng 6 năm 2025.
| Đội 1     | TTS | Đội 2       | Lượt đi | Lượt về     |
| --------- | --- | ----------- | ------- | ----------- |
| Sampdoria | 4–0 | Salernitana | 2–0     | 2–0 (susp.) |

### Lượt đi
| Sampdoria                     | 2–0      | Salernitana |
| ----------------------------- | -------- | ----------- |
| - Meulensteen 39' - Curto 86' | Chi tiết |             |

### Lượt về
| Salernitana | 0–2 (hủy bỏ) | Sampdoria                |
| ----------- | ------------ | ------------------------ |
|             | Chi tiết     | - Coda 38' - Sibilli 49' |

## Thống kê

### Ghi bàn hàng đầu
| Hạng | Cầu thủ                 | Câu lạc bộ  | Bàn thắng |
| ---- | ----------------------- | ----------- | --------- |
| 1    | Francesco Pio Esposito2 | Spezia      | 19        |
| 2    | Armand Laurienté        | Sassuolo    | 18        |
| 3    | Andrea Adorante2        | Juve Stabia | 17        |
| 3    | Pietro Iemmello1        | Catanzaro   | 17        |
| 5    | Matteo Tramoni          | Pisa        | 13        |
| 6    | Cristian Shpendi        | Cesena      | 11        |
| 7    | Manuel De Luca2         | Cremonese   | 10        |
| 7    | Franco Vázquez          | Cremonese   | 10        |
| 7    | Nicholas Pierini        | Sassuolo    | 10        |
| 7    | Leonardo Mancuso        | Mantova     | 10        |
| 11   | Matteo Brunori          | Palermo     | 9         |
| 11   | Joel Pohjanpalo         | Palermo     | 9         |
| 11   | Samuele Mulattieri      | Sassuolo    | 9         |
| 11   | Antonio Palumbo         | Modena      | 9         |

Ghi chú
1, 2 Cầu thủ ghi được 1, 2 bàn thắng ở play-off.

#### Hat-trick
- H (= Home): Sân nhà
- A (= Away): Sân khách

| Stt | Cầu thủ         | Câu lạc bộ | Đối đầu với | Tỷ số   | Thời gian           |
| --- | --------------- | ---------- | ----------- | ------- | ------------------- |
| 1   | Pietro Iemmello | Catanzaro  | Sampdoria   | 3–3 (A) | Vòng 15, 30/11/2024 |
| 2   | Joel Pohjanpalo | Palermo    | Sassuolo    | 5–3 (H) | Vòng 32, 6/4/2025   |

### Kiến tạo hàng đầu
| Hạng | Cầu thủ           | Câu lạc bộ  | Kiến tạo |
| ---- | ----------------- | ----------- | -------- |
| 1    | Jari Vandeputte   | Cremonese   | 14       |
| 2    | Domenico Berardi  | Sassuolo    | 13       |
| 3    | Esposito          | Spezia      | 10       |
| 3    | Antonio Palumbo   | Modena      | 10       |
| 5    | Raphael Odogwu    | Südtirol    | 8        |
| 5    | Kevin Piscopo     | Juve Stabia | 8        |
| 5    | Filippo Ranocchia | Palermo     | 8        |
| 5    | Manuel Cicconi    | Carrarese   | 8        |
| 9    | Davis Mensah      | Mantova     | 7        |
| 9    | Dennis Johnsen    | Cremonese   | 7        |
| 9    | Simone Pontisso   | Catanzaro   | 7        |

### Số trận giữ sạch lưới
| Hạng | Cầu thủ            | Câu lạc bộ  | Số trận thi đấu | Số trận sạch lưới | Tỷ lệ |
| ---- | ------------------ | ----------- | --------------- | ----------------- | ----- |
| 1    | Stefano Gori2      | Spezia      | 27              | 14                | 52%   |
| 2    | Mirko Pigliacelli1 | Catanzaro   | 41              | 14                | 34%   |
| 3    | Boris Radunović    | Bari        | 37              | 13                | 35%   |
| 4    | Demba Thiam1       | Juve Stabia | 41              | 13                | 32%   |
| 5    | Marco Bleve        | Carrarese   | 24              | 12                | 50%   |
| 6    | Adrian Šemper      | Pisa        | 36              | 11                | 31%   |
| 7    | Horațiu Moldovan   | Sassuolo    | 27              | 11                | 41%   |
| 8    | Andrea Fulignati2  | Cremonese   | 42              | 10                | 24%   |
| 9    | Luca Lezzerini     | Brescia     | 37              | 10                | 27%   |
| 10   | Elhan Kastrati     | Cittadella  | 29              | 9                 | 31%   |

Ghi chú
1, 2: Cầu thủ giữ sạch lưới 1, 2 trận ở vòng play-off.

### Kỷ luật

#### Cầu thủ[77]
- Nhận nhiều thẻ vàng nhất: 14 thẻ
  -  Ahmad Benali (Bari)
- Nhận nhiều thẻ đỏ nhất: 3 thẻ
  -  Marco Pompetti (Catanzaro)

#### Câu lạc bộ[80]
- Nhận nhiều thẻ vàng nhất: 115 thẻ
  - Cittadella
- Nhận ít thẻ vàng nhất: 72 thẻ
  - Sassuolo
- Nhận nhiều thẻ đỏ nhất: 10 thẻ
  - Cosenza
- Nhận ít thẻ đỏ nhất: 1 thẻ
  - Bari
  - Palermo